# Paläontologische Zeitschrift
Paläontologische Zeitschrift is een internationaal, aan collegiale toetsing onderworpen wetenschappelijk tijdschrift op het gebied van de paleontologie.
De naam wordt in literatuurverwijzingen meestal afgekort tot Palaeontol. Z.
Het wordt uitgegeven door Springer Science+Business Media namens de Paläontologische Gesellschaft.